# Rembert Dodoens
Rembert Dodoens (ou Rembert Van Joenckema ou Rembert Dodonée), né le 29 juin 1517 à Malines et mort le 10 mars 1585 à Leyde, est un botaniste et un médecin malinois.

## Biographie
Après des études de médecine à Louvain où il obtient le titre de docteur en 1535, il visite des universités de France, d'Italie et d'Allemagne. Il devient en 1574, médecin de l'empereur Maximilien II à Vienne, sans doute grâce à l'aide de son ami Charles de l'Écluse. Il continue d'exercer sous le règne de Rudolf II, successeur de Maximilien II. Après un passage à Cologne et à Anvers, il obtient une chaire de médecine à Leyde en 1582.
Son intérêt pour la botanique est d'abord d'ordre médical et c'est pour cette raison qu'il écrit un herbier. Il utilise les planches du travail de Leonhart Fuchs et y ajoute de nouvelles gravures. Une édition en flamand, sous le titre Crŭÿdeboeck, paraît en 1554 suivie d'une version en français, Histoire des plantes (la traduction est assurée par Charles de l'Écluse). En 1583, Dodoens publie Pemptades, une œuvre plus botanique que la précédente. Ses propres observations sont mêlées à celles de Charles de l'Écluse et Mathias de l'Obel, aussi il est difficile de savoir la part qu'il y prend.

## Publications
- Herbarium (1533) ;
- Den Nieuwen Herbarius (1543) ;

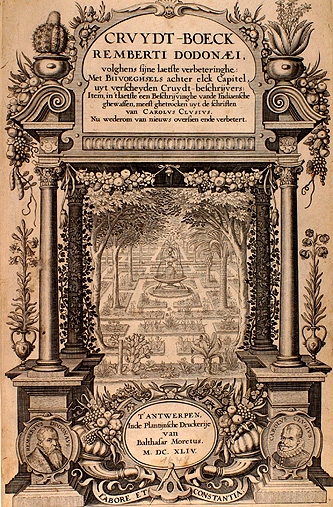
Page de titre du Cruydt-Boeck

- Cosmographica in astronomiam et geographiam isagoge (1548) ;
- De frugum historia (1552) ;
- Trium priorum de stirpium historia commentariorum imagines (1553) ;
- Posteriorum trium de stirpium historia commentariorum imagines (1554) ;
- Cruydeboeck (1554) ;
- Frumentorum, leguminum, palustrium et aquatilium herbarum, ac eorum quae eo pertinent historia, Anvers, (1566) ;
- Florum et coronariarum odoratarumque nonnullarum herbarum historia, Anvers, (1568) ;
- Purgantium aliarumque eo facientium, tum et radicum, convolvulorum ac deleteriarum herbarum historiae, (1574) ;
- Historia vitis vinique, (1580) ;
- Physiologices medicinae tabulae (1580) ;
- Medicinalium observationum exempla rara (1581) ;
- Stirpium historiae pemptades sex, 1583[1], ouvrage qui résume tous ses travaux ;
- Praxis medica (1616) (posthume) ;
- Ars medica, ofte ghenees-kunst (1624) (posthume).

## Hommages et éponymie

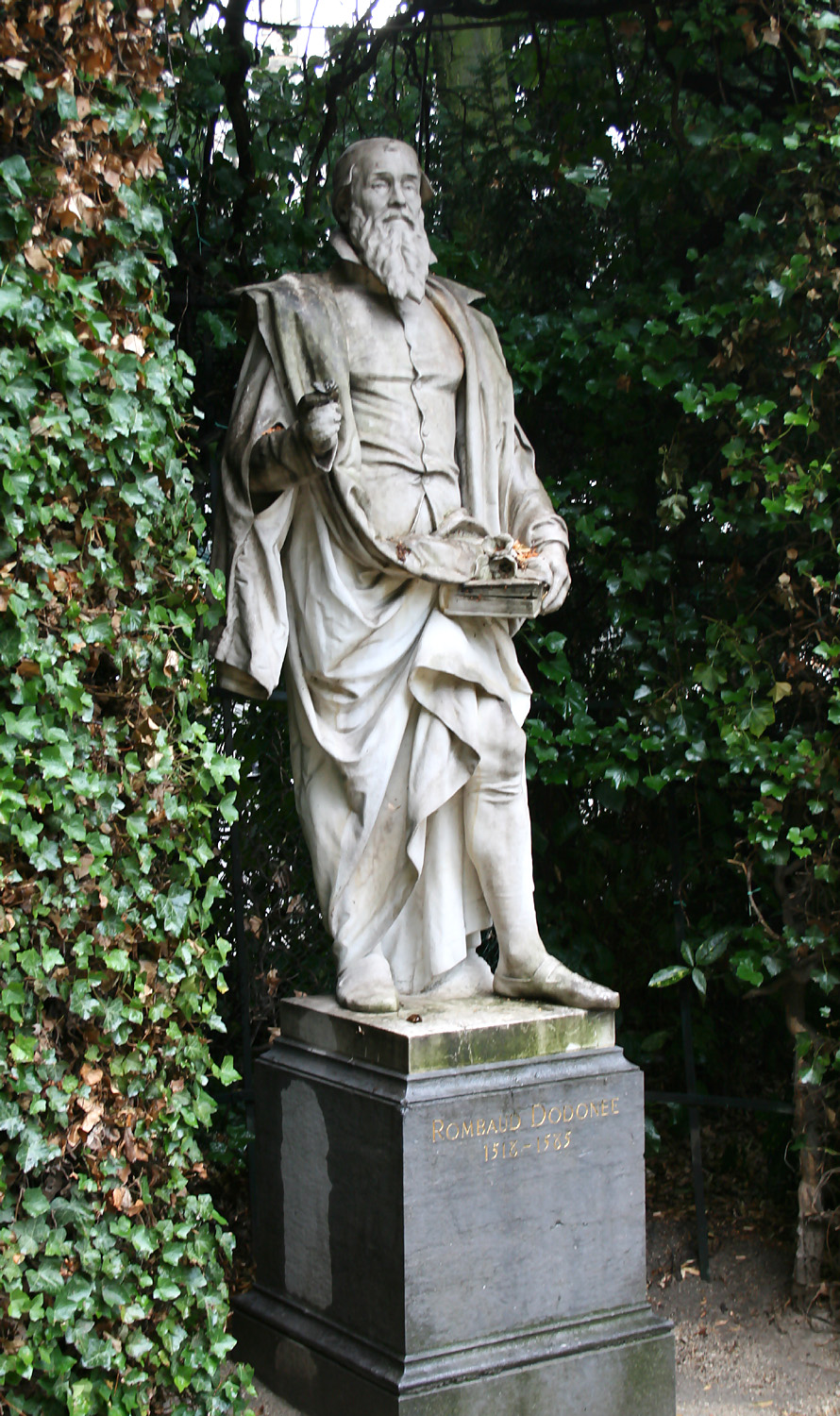
Statue de Rombaud Dodonée au Petit Sablon à Bruxelles.

Le genre Dodonaea (en français dodonée) qui rassemble des arbres et arbustes de la famille des Sapindaceae a été nommé par Philip Miller en hommage au médecin malinois.
À Uccle, la Rue Dodonée commémore son nom.
Sa statue en pied, sculptée par Alphonse de Tombay, orne la place du Petit Sablon à Bruxelles.

### Orientation bibliographique
- (en) Willy Vande Walle et Kazuhiko Kasaya (dir.) (2001). Dodonaeus in Japan : translation and the scientific mind in the Tokugawa period, Leuven University Press (Louvain) : 383 p.  (ISBN 90-5867-179-8)